# Bộ Ngoại giao và Phát triển quốc tế (Pháp)
Bộ Ngoại giao và Phát triển quốc tế (tiếng Pháp: Ministre des Affaires étrangères et du Développement international) tức Bộ Ngoại giao Pháp là bộ trực thuộc Chính phủ Pháp, có trách nhiệm xử lý quan hệ ngoại giao của Pháp. Trụ sở bộ này đặt tại quai d'Orsay, Paris, gần trụ sở Hạ viện Pháp. Đứng đầu Bộ là Bộ trưởng Bộ Ngoại giao (tiếng Pháp: Ministre des Affaires étrangères et du Développement international).

## Lịch sử
Năm 1547, các quốc vụ khanh của nhà vua Pháp trở nên chuyên môn hóa. Họ soạn thảo hồi đáp gửi cho chính phủ ngoại quốc và đàm phán các điều ước hòa bình. Năm 1589, bốn quốc vụ khanh chia theo vùng địa lý được tập trung hóa thành một quốc vụ khanh phụ trách quan hệ quốc tế.
Quốc vụ khanh Ngoại giao của Ancien Régime trở thành Ngoại trưởng vào khoảng năm 1723 và được đổi tên thành "Bộ trưởng Bộ Ngoại giao" vào năm 1791 sau cuộc Cách mạng Pháp. Tất cả các vị trí bộ trưởng đều bị Công hội Quốc dân (Convention nationale) bãi bỏ trong năm 1794 và tái lập cùng với Đốc chính phủ Pháp (Directoire).
Trong một giai đoạn ngắn hồi thập niên 1980, bộ này được đổi tên thành Bộ Các quan hệ Đối ngoại.

## Cơ quan trung ương
Dưới quyền của Bộ trưởng Bộ Ngoại giao và Phát triển quốc tế và hai bộ trưởng khác phụ trách Hợp tác và Các vấn đề châu Âu là nhiều ban, văn phòng:
Các ban trực tiếp dưới quyền các bộ trưởng
- Nội các bộ trưởng
- Văn phòng các nội các bộ trưởng: nơi tập hợp nhân sự phụ trách các mặt quản trị và hậu cần của ba nội các bộ trưởng
- Ban kiểm soát ngân sách (CBCM)
- Tổng Thanh tra Ngoại giao (IGAE)
- Văn phòng Thanh tra (DP)
- Lễ tân
- Ban Quản lý Khủng hoảng (CDC)